# Uejima Onitsura

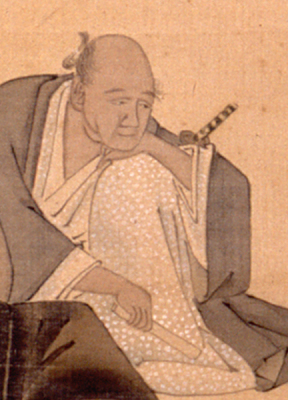
Uejima Onitsura

Uejima Onitsura (japanisch 上島 鬼貫, Ueshima Onitsura, Kamijima Onitsura; * 4. April 1661 in Itami, Provinz Settsu; † 2. August 1738) war ein japanischer Haiku-Dichter.
Der Sohn eines Sake-Brauers wurde schon als Kind als begabter Haikaidichter bekannt. Er wurde Schüler von Nishiyama Sōin, dem Begründer der Danrin-Dichterschule. Neben Haiku-Gedichten verfasste er zwei Schriften zur Poetik: Hitorigoto (獨言, 1718) und Satoe Nanakuruma (仏兄七久留万, 1738). Zudem trat er auch als Autor eines fiktiven Reiseberichtes Kinsoku no ryoki (Reisebericht eines unter Hausarrest Stehenden, 1690) hervor.
Uejimas Grab befindet sich am Kakuman-ji in Osaka.